# Neuer Jüdischer Friedhof (Łódź)

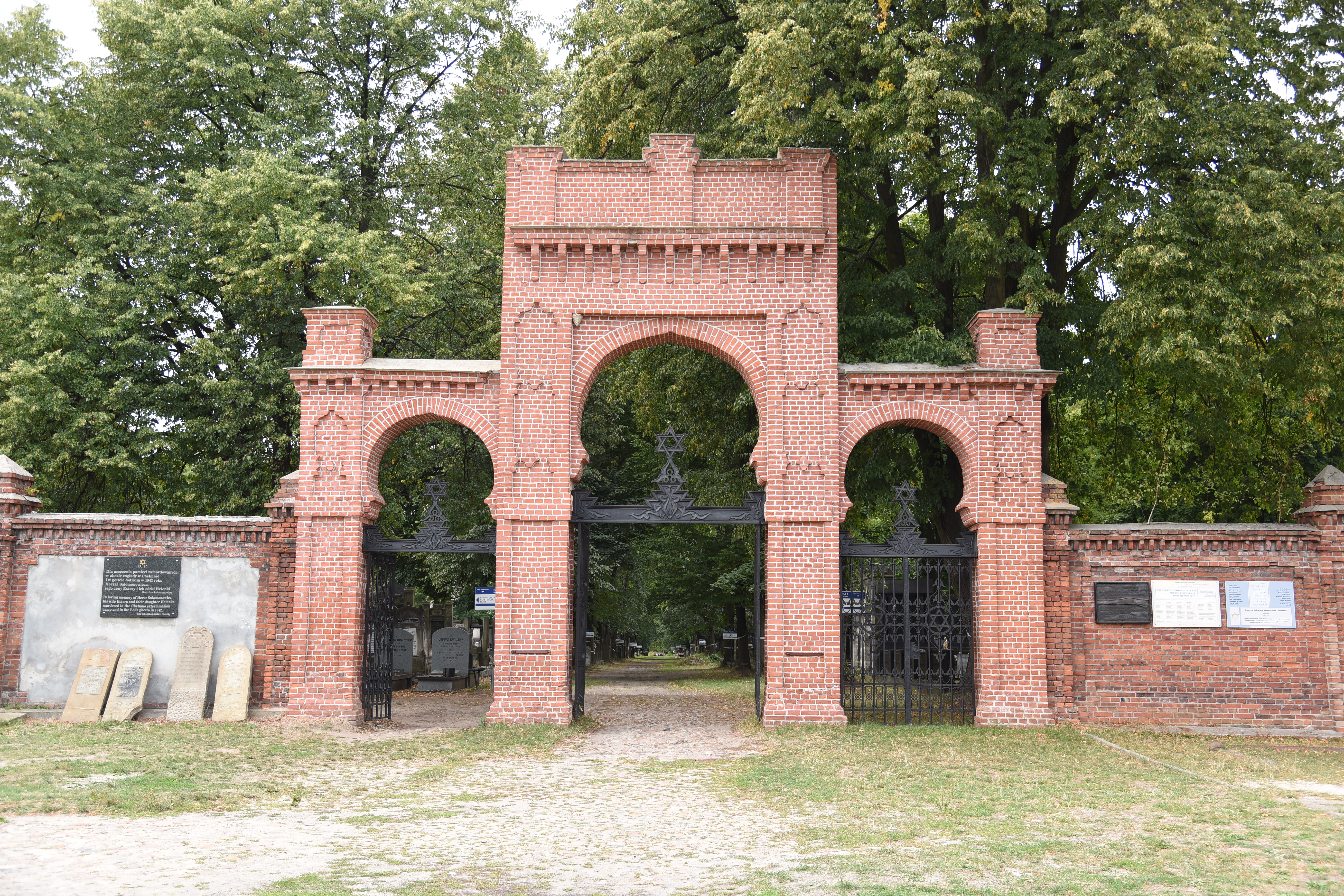
Internes Tor zum Friedhof, August 2019

Der Neue Jüdische Friedhof Łódź (polnisch Nowy Cmentarz Żydowski) ist ein jüdischer Friedhof in Łódź in Polen.
Auf dem Friedhof, der im Jahr 1892 neu angelegt wurde, befinden sich auf einer Fläche von 40 Hektar etwa 180.000 Grabstätten mit 65.000 Grabmälern aus der Zeit von 1893 bis 1939 und ungewöhnlichen Grabplatten im Jugendstil. Auf dem Friedhof sind auch etwa 43.000 Opfer des Ghettos Litzmannstadt beerdigt.
Von der Zahl der Grabstätten her ist er der größte erhaltene jüdische Friedhof Europas. Der Jüdische Friedhof Berlin-Weißensee ist zwar mit 42 Hektar Fläche größer, von der Zahl der Grabstätten her (115.000 Grabmäler) jedoch kleiner.

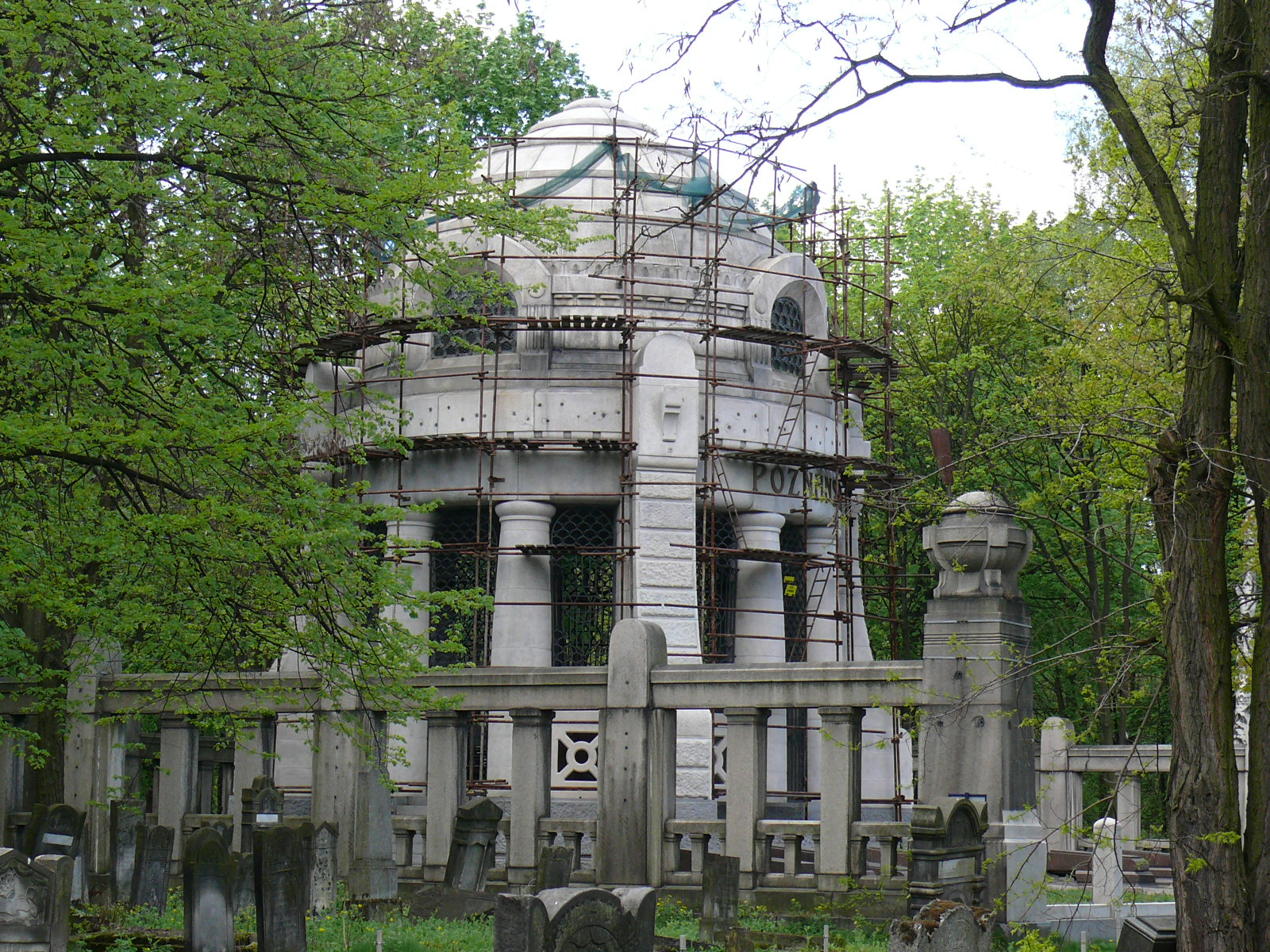
Poznański-Mausoleum

1956 wurde ein Denkmal für Opfer des Lodzer Ghettos und der Vernichtungslager in Form eines Obelisken und einer gebrochenen Eiche eingeweiht. Auf dem Friedhof befindet sich auch das Mausoleum des Fabrikanten Izrael Poznański. Das Grabmal ist so groß, dass es das „letzte Palais Poznanskis“ genannt wird.
Im Jahr 1980 wurde der Friedhof in das Denkmalregister eingetragen. 1984 wurde das Schutzkomitee des jüdischen Friedhofs ins Leben gerufen. Seit den 1990er Jahren werden Pflege- und Bauarbeiten ausgeführt, um die Nekropole vor dem Verfall zu retten: das Ghettofeld wurde aufgeräumt, die Mosaiken der inneren Steinkuppel des Poznański-Mausoleums wurden renoviert und das Bestattungshaus wurde saniert.